# Мичихиро Озава
Мичихиро Озава (јап. 小沢 通宏; 25. децембар 1932) бивши је јапански фудбалер.

## Каријера
Током каријере је играо за Тојо.

## Репрезентација
За репрезентацију Јапана дебитовао је 1956. године. Учествовао је и на олимпијским играма 1956. За тај тим је одиграо 36 утакмица.

## Статистика
| Јапан  | Јапан   | Јапан  |
| Година | Наступи | Голови |
| ------ | ------- | ------ |
| 1956.  | 3       | 0      |
| 1957.  | 0       | 0      |
| 1958.  | 4       | 0      |
| 1959.  | 9       | 0      |
| 1960.  | 1       | 0      |
| 1961.  | 6       | 0      |
| 1962.  | 7       | 0      |
| 1963.  | 5       | 0      |
| 1964.  | 1       | 0      |
| Укупно | 36      | 0      |